# Pseudocyba miracula
Genre
Espèce
Pseudocyba miracula, unique représentant du genre Pseudocyba, est une espèce d'araignées aranéomorphes de la famille des Linyphiidae.

## Distribution
Cette espèce se rencontre en Russie et au Kazakhstan.

## Description
Le mâle holotype mesure 1,63 mm et la femelle paratype 1,88 mm.

## Publication originale
- Tanasevitch, 1984 : New and little known spiders of the family Linyphiidae (Aranei) from the Bolshezemelskaya tundra. Zoologicheskii Zhurnal, vol. 63, p. 382-391.